# Charte de Washington
La Charte internationale pour la sauvegarde des villes historiques, dite charte de Washington, complète la « Charte internationale sur la conservation et la restauration des monuments et des sites » (dite charte de Venise, 1964). Elle a été adoptée par l'Assemblée générale du Conseil international des monuments et des sites, à Washington en 1987.